# Mimoclystia cancellata
Mimoclystia cancellata är en fjärilsart som beskrevs av W. Warren 1899. Mimoclystia cancellata ingår i släktet Mimoclystia och familjen mätare. Inga underarter finns listade i Catalogue of Life.